# Lin Wei-hsiang
Lin Wei-hsiang (chinesisch 林伟翔; * 28. April 1976) ist ein taiwanischer Badmintonspieler. 

## Karriere
Lin Wei-hsiang siegte 1997 bei den Spanish International. 2004 war er bei den US Open erfolgreich. 1998 nahm er an den Asienspielen teil, 1999 an den Badminton-Weltmeisterschaften.

## Sportliche Erfolge
| Saison | Veranstaltung          | Disziplin    | Platz | Name                             |
| ------ | ---------------------- | ------------ | ----- | -------------------------------- |
| 1997   | Spanish International  | Herrendoppel | 1     | Lin Wei-hsiang / Lee Sung-yuan   |
| 1999   | Weltmeisterschaft      | Herrendoppel | 33    | Lee Sung-yuan / Lin Wei-hsiang   |
| 2004   | US Open                | Mixed        | 1     | Lin Wei-hsiang / Cheng Wen-hsing |
| 2004   | Austrian International | Herrendoppel | 1     | Lee Sung-yuan / Lin Wei-hsiang   |
| 2005   | Taiwan Open            | Herrendoppel | 3     | Lu Feng-chieh / Lin Wei-hsiang   |